# Ghetto-Bibliothek
Als Ghetto-Bibliothek wurden die Bibliotheken in den Ghettos der nationalsozialistischen Besatzung während des Zweiten Weltkriegs bezeichnet.

## Historische Einordnung
Mit der Ghettoisierung der jüdischen Bevölkerung entstanden innerhalb der Ghettos einige Bibliotheken oder existierten dort weiterhin. Es gab kommerzielle Leihbüchereien, die gegen Entgelt benutzt werden durften, sowie geplante Buchsammlungen mit Kinderliteratur, Belletristik, Sachbüchern, jiddischer und religiöser Literatur. Die Bibliotheken dienten zum einen der Ablenkung von der tagtäglichen Barbarei, zum anderen dienten sie dem verbotenen Unterricht, der Weiterbildung sowie der Bewahrung von Traditionen und Kultur unter den gegebenen Umständen. Die Bestände der Bibliotheken setzten sich aus mitgebrachten Büchern bereits deportierter Personen, vor Ort vorhandener Literatur und den aufgelösten Bibliotheken jüdischer Institutionen zusammen. Der überwiegende Teil der Häftlinge in den Ghettos war durch Zwangsarbeit, Peinigung und Mangel physisch wie psychisch nicht in der Lage, die Bibliotheken zu nutzen. Trotzdem finden sich in der Literatur zahlreiche Belege dafür wie – insbesondere bei Kindern – die Literatur half, den extremen Lageralltag zumindest kurzzeitig zu verdrängen.
„Ferne weilen wir von allem,

000 was uns einst so gut gefallen.

Du nur kannst uns zurück führen

000 durch entsprechende Lektüren,

daß ein Strahl der frühern Welt,

000 uns das Dunkel hier erhellt“

– Gedicht eines Häftlings, gerichtet an den Leiter der Ghettozentralbücherei Theresienstadt

## Klassifikation des Begriffs „Ghetto Library“
Im Thesaurus der Shoah Foundation wird der Begriff „Ghetto Library“ auf Seite 5 unter dem Oberbegriff „Cultural and Social Life“ geführt. Im Online-Archive der USC Shoah Foundation berichten die Verfolgten Gerda Pavlikova (Interview Code 27065), Li`on Kovner (Interview Code 41233) und Marion Stokvis (Interview Code 4190) über die Bibliotheken im Ghetto.

## Bibliotheken in Ghettos

### Die Ghettozentralbücherei in Theresienstadt
Die Zentralbücherei wurde am 17. November 1942 gegründet. Geleitet wurde sie von Emil Utitz. Zur Gründung waren ca. 4000 Bände in der Bibliothek vorhanden. Da zum Großteil die Bestände liquidierter jüdischer Institutionen in den Bestand gelangten, war viel geisteswissenschaftliche Literatur sowie Judaica und Hebraica vorhanden. Es bestand vor allem ein Mangel an Belletristik. Dies versuchte das Bibliothekspersonal beispielsweise durch Wanderbibliotheken auszugleichen. Die Zentralbücherei versorgte die „Jugendheime mit Literatur für den verbotenen Unterricht, die Musikabteilung mit Noten, das Rabbinat mit Gebetsbüchern und die christlich konfessionellen Gruppen mit entsprechender Literatur“. Wenn Deportationen stattfanden, verlor die Bibliothek immer einen Teil ihrer Bestände. Die Menschen nahmen die Bücher mit in den Tod. 1943 waren in der Bibliothek 17 Menschen beschäftigt. Sie waren durch den Publikumsverkehr erhöhter Ansteckungsgefahr mit Krankheiten ausgesetzt. Die meisten starben im Ghetto oder wurden in Auschwitz ermordet. Für die NS-Propaganda diente die Bibliothek als Vorzeigeobjekt.
Käthe Starke-Goldschmidt arbeitete in der Ghettozentralbücherei als Bibliothekarin. Ihr Buch, Der Führer schenkt den Juden eine Stadt, enthält einen Bericht über die Ghettozentralbücherei. Das von ihr gesicherte Theresienstadt-Konvolut enthält unter anderem Bilder der Ghettozentralbücherei, gezeichnet von dem Wiener Künstler Alfred Bergel. Das Konvolut liegt im Altonaer Museum als Depositum. Zu berücksichtigen ist die Sonderstellung von Theresienstadt innerhalb der Todeslager im Nationalsozialismus. Im Hauptartikel KZ Theresienstadt wird ausführlich darauf eingegangen.

### Bibliotheken im Ghetto Lodz
In Lodz wurden 1939/1940 alle jüdischen Bibliotheken durch das Nationalsozialistische Regime aufgelöst. Eine Ausnahme war die Leihbücherei Y.W. Sonnenberg. Diese existierte seit 1931 und bestand bis zur Auflösung des Ghettos fort. Mit einem Bestand von 7500 Bänden wurden 4000 Leser mit Literatur versorgt. Für die Nutzung der Bücher musste eine Leihgebühr von 1 Mark, später 2 Mark, sowie 5 Mark Kaution entrichtet werden. Trotz dieser hohen Gebühren wird in der Ghetto-Chronik von langen Schlangen vor der Leihbücherei berichtet. Die zweite Leihbücherei wurde von dem Buchhändler S. Atlasberg mit 2000 Bänden eröffnet. Durch die Zulassung von 2000 Lesern war der gesamte Bestand ständig in Benutzung. Zusätzlich dazu gab es Privatleute die jiddische Bücher verliehen. Dazu brachten sie Hinweisschilder an den Haustüren an. Wenn Menschen deportiert wurden, ließen sie ihre Bücher zurück. Diese Bücher wurden gesammelt und den Kindern- und Jugendlichen im Ghetto zur Verfügung gestellt.

### Bibliotheken im Ghetto Warschau
In Warschau konnte der Verleger Leib Schur („Tomor“-Verlag, gegründet 1927 in Vilnius) in seiner Ghetto-Wohnung 1500 Bände illegal sammeln. Die Bibliothek wurde mit Mitteln der jüdischen Selbsthilfeorganisation erweitert und enthielt die eigenständige Bibliothek „das Leben“, deren Bestand geschlossen erhalten blieb. Die Bücher wurden von Schur und seinem Assistenten katalogisiert und er erhielt 1941 eine Lizenz, um die Bibliothek für alle zugänglich zu machen. Schur wollte die verbliebenen Bücher im Ghetto zu einer „großen Jüdischen Volksbibliothek“ aufbauen und nahm dafür große Entbehrungen auf sich. Die Warschauer Bibliothekarin (Stadtbibliothek Warschau) Batia (Bashe) Temkin-Berman errichtete eine rege genutzte Kinderbibliothek unter dem Dach der Wohlfahrtsorganisation CENTOS mit etwa 5000 Bänden. Es wurden auch Kinderkrankenhäuser, Waisenhäuser und Straßenkinder mit Büchern versorgt. Die Kinderbibliothek organisierte Lesungen und Kinderveranstaltungen:

„bewundernswert war der Wissensdurst der Kinder unter den schrecklichen Lebensbedingungen im Ghetto.[…] Viele erschienen im phantastischen Aufzug aus Tüchern, Decken und Lumpen. Aber sie kamen fast täglich in die Bibliothek mit der Bitte um ein schönes Buch das sie den Hunger vergessen lässt“

Die Geschichte der Kinderbibliothek endet mit der Deportation der Kinder aus dem Ghetto Warschau ab Juni 1942. Leib Schur beendete sein Leben mit der Auflösung und Vernichtung seiner Bibliothek.

### Bibliotheken im Ghetto Vilnius
In Ghetto Wilna konnte auf die Bibliothek der Havrah Mefitsei Haskalah (Gesellschaft zur Verkündung der Erleuchtung) kurz nach der Errichtung des Ghettos, am 7. Juli 1941, durch den Bibliothekar Herman Kruk eröffnet werden. Kruk konnte durch erhebliches Engagement mit seinen Mitarbeitern, unter anderem Dina Abramowicz, vielen Menschen Ablenkung in dieser Zeit des Terrors verschaffen. Am 13. Dezember 1942 konnte die Ausleihe des 100.000. Buches mit einem Festakt gefeiert werden. Ein Schüler hielt dies in seinem Tagebuch fest:

„Heute feiert das Ghetto die Ausleihe des 100.000 Buches der Bibliothek. […] Das Lesen ist hier auch mein größtes Vergnügen. Das Buch verbindet uns mit der Zukunft und mit der Welt. Die Benutzung von 100.000 Büchern ist eine große Sache und das Ghetto ist mit Recht stolz darauf.“

Es wurden Außenstellen im Gefängnis, im Jugendklub und in den Fabriken, in denen die Zwangsarbeiter beschäftigt waren, errichtet. Viel Zeit investierten die Bibliothekare in die Katalogisierung der Bücher. Es wurde ein Lesesaal eingerichtet und die Bibliothek hatte an 7 Tagen in der Woche geöffnet. Herman Kruk geht in einem Bericht über die Ghetto-Bibliothek ausführlich auf das Leseverhalten und das Lesen an sich im Ghetto ein. Er führte zahlreiche Statistiken. Er bemerkt zum Lesen im Ghetto:

„Wilna ertrank in jüdischem Blut. Da musste es doch ganz und gar weltfremd wirken, an Bücher und lesen zu denken. […] Im Ghetto Bücher lesen – mit dieser Idee konnte kaum jemand etwas anfangen. So sah es jedenfalls am 8. September (1941) aus, als die Bibliothek beschlagnahmt wurde. Als aber die Bibliothek am 15. September für die Ghetto-Leser eröffnete, zeigte sich, dass die früheren Annahmen weit von der Wirklichkeit entfernt gewesen waren: Die neuen Ghetto-Bürger drängten sich wie durstige Lämmer nach den Büchern. Die vielen schrecklichen Ereignisse konnten weder die Kinder noch einen Großteil der Erwachsenen abhalten. […] Der Mensch erträgt Hunger, Not und Schmerz, aber nicht die Einsamkeit“

Die Geschichte der Ghetto-Bibliothek endet mit der Liquidierung des Ghettos im September 1943.